# Вилијам IX Палеолог
Вилијам IX Палеолог (10. август 1486 — 4. октобар 1518) је био маркиз од Монферата од 1494. године, до своје смрти. Био је члан династије Палеолог-Монферат, кадетске гране династије Палеолога која је некада владала Византијским царством.

## Биографија
Био је син маркиза Бонифација III и маркизе Марије Бранковић од Србије. У време када је наследио свог оца (1494. године), маркиз Вилијам IX је још био малолетан. У почетку је његова мајка владала као намесница. После њене смрти (1495. године), намесништво је прешло на ујака његове мајке Константина Комнина-Аријанита (1495-1499).
Наставио је профранцуску политику свог оца и 1508. године, оженио се принцезом Аном д'Алансон, ћерком војводе Ренеа д'Алансона. Током италијанских ратова, 1513. године, штитио је француско повлачење из Милана; међутим, да би избегао освету војводе Максимилијана Сфорце, маркиз Вилијам IX је био приморан да му плати 30.000 скудија.
Милански војвода Максимилијан Сфорца није поштовао уговор, а његове трупе су напале маркизат Монферат и опљачкале бројне градове. У исто време, обавештен да његов рођак Одон, маркиз од Инчизе, покушава да добије титулу маркиза од Монферата, маркиз Вилијам IX је кренуо у Инчизу и заузео тај маркизат. Маркиз Одон и његов син Бадон осуђени су на смрт. Међутим, дипломатија Светог римског царства је касније прогласила анексију ништавном, али је следеће године маркиз Вилијам IX успео да задржи нове земље.
Имао је троје деце са маркизом Аном д'Аленсон:
- Марија (1509–1530);
- Маргарита (1510–1566), удата за Федерика II Гонзагу, војводу од Мантове;
- Бонифације IV (1512–1530).

Умро је 1518. године и наследио га је син маркиз Бонифације IV, у почетку са мајком маркизом Аном д'Аленсон као намесницом.